# John Luther Adams
Pour les articles homonymes, voir Adams et John Adams.
Pour l'autre compositeur américain, voir John Adams (compositeur).
John Luther Adams (né le 23 janvier 1953 à Meridian, dans le Mississippi) est un compositeur américain dont la musique s'inspire de la nature, tout particulièrement des grands espaces de l'Alaska où il a vécu de 1978 à 2014, et le désert de Sonora où il vit depuis 2015. En 2010, il reçoit le prix Nemmers en composition musicale. Sa pièce orchestrale Become Ocean a gagné le Prix Pulitzer de musique en 2014.